# Hilarempis ochrozona
Hilarempis ochrozona är en tvåvingeart som beskrevs av Collin 1928. Hilarempis ochrozona ingår i släktet Hilarempis och familjen dansflugor. Inga underarter finns listade i Catalogue of Life.